# 조형균
조형균(趙炯均, 1984년 10월 25일 ~ )는 대한민국의 뮤지컬 배우이다.